# 丸井琴乃
丸井琴乃是日本女性聲優。主要為成人遊戲配音。

## 演出作品
2012年
- 神明附體 Cross Heart!（日语：神がかりクロスハート!）（聖貓）
- 戀劍少女（柴崎薰[1]）

2013年
- 大圖書館的牧羊人（御園千莉[2]）